# Делимханов, Шарип Султанович
Делимханов, Шарип (Шерип) Султанович (чечен. Делимхани Султани воӀ Шерип; род. 23 апреля 1980, Джалка, Гудермесский район, ЧИАССР) — российский военачальник, командир полка милиции по охране нефтегазового комплекса УВО МВД Чеченской Республики (2006), начальник Управления Росгвардии по Чеченской Республике (с 2016 года). Генерал-майор полиции РФ (2017). Герой Чеченской Республики (2023).
Из-за вторжения России на Украину, находится под международными санкциями всех стран Евросоюза и ряда других стран.

## Биография
Шарип Султанович Делимханов родился 23 апреля 1980 года в селении Джалка Гудермесского района ЧИАССР. В 1997 окончил Джалкинскую среднюю школу № 1, и поступил на исторический факультет (ЧГУ).
В органах внутренних дел Чеченской Республики с июня 1999 года, — сотрудник службы безопасности президента Чеченской Республики Ахмата-Хаджи Кадырова.
С 2002 по 2003 год проходил службу в армии РФ.
С 2004 года состоял в полку милиции Управления вневедомственной охраны (УВО МВД по ЧР). Непосредственно участвовал и возглавлял множество спецопераций против чеченских сепаратистов.
Работу в МВД начал простым сотрудником милиции, впоследствии стал командиром взвода, а затем командиром роты. В 2006 году стал командиром полка милиции по охране нефтегазового комплекса УВО МВД Чеченской Республике.
В 2016 стал начальником Управления войск Национальной Гвардии по Чеченской Республике.
В 2017 году указом Президента России Владимира Путина ему присвоено звание генерал-майора полиции (РФ).
В 2019 году окончил академию управления МВД России на красный диплом, защитив диплом магистра по специальности «Менеджмент».
Указом Главы Российского Государства от 5 июня 2020 года, повторно назначен на должность начальника Управления Росгвардии по Чеченской Республике, на основании того же указа также присвоено воинское звание «генерал-майор».

## Семья
- Брат — Делимханов, Адам Султанович — российский государственный деятель. Заместитель председателя правительства Чеченской республики (2006—2007). Депутат Государственной думы России V, VI и VII созывов, член партии «Единая Россия». В Госдуме VII созыва — член комитета Госдумы по безопасности и противодействию коррупции. При Ичкерии был личным водителем полевого командира Салмана Радуева. В 2009 году глава Чеченской республики Рамзан Кадыров назвал Делимханова «человеком, который может его сменить»[9].
- Брат — Делимханов, Алибек Султанович — Заместитель командующего Северо-кавказским округом войск национальной гвардии Российской Федерации (Росгвардия), Генерал-майор (РФ). Герой Российской Федерации (2009)[9].
- Брат — Делимханов, Амхад (Сурхо) Султанович — сотрудник МВД по Чеченской Республике[10].

## Санкции
21 июля 2022 года внесен в санкционный список Евросоюза, по данным Евросоюза Делимханов отвечал за командование чеченскими силами во время агрессивной войны России против Украины, в том числе в Киеве и на Донбассе. В этом качестве он несет ответственность за поддержку или осуществление действий или политики, которые подрывают или угрожают территориальной целостности, суверенитету и независимости Украины, а также стабильности и безопасности в Украине.
6 мая 2022 года, внесён в санкционный список Канады за «соучастие в выборе президента Путина вторгнуться в мирную и суверенную страну».
По аналогичным основаниям находится под санкциями Швейцарии, Украины и Японии.

## Награды

#### Государственные награды
- Орден Мужества (награждён дважды)[1][2];
- Медаль «За отвагу» (награждён дважды);
- Медаль ордена «За заслуги перед Отечеством» II степени.

#### Ведомственные награды
- Медаль «За доблесть в службе» (МВД);
- Медаль «За боевое содружество» (МВД);
- Медаль «200 лет МВД России»;
- Медаль «За боевые отличия» (Минобороны).

#### Награды Чеченской Республики
- Орден Кадырова;
- Герой Чеченской Республики (16 апреля 2023) — за выдающиеся заслуги перед Чеченской Республикой и ее народом, мужество, героизм и самоотверженность, проявленные при защите интересов Отечества[17]
- Медаль «Памяти Ахмат—Хаджи Кадырова, первого Президента Чеченской Республики» (27 марта 2017) — за исключительные заслуги перед Чеченской Республикой, влад в дело Ахмата Абдулхамидовича Кадырова, в укрепление законности, правопорядка и общественной безопасности
- Медаль «За заслуги перед Чеченской Республикой»;
- Медаль «Защитнику Чеченской Республики».

## Книги
- Джонатан Литтелл. Чечня. Год третий. — Litres, 2018-02-08. — 115 с. — ISBN 978-5-457-20263-4.
- Три года "мира": бюллетени Правозащитного центра "Мемориал" лето 2006 года--лето 2009 года. — Права человека, 2010. — 536 с. — ISBN 978-5-7712-0426-0.